# Ekonomiåret 1992

## Händelser

### Januari
- 10 januari - Sveriges finansminister Anne Wibble lägger fram sin första statsbudget som visar ett underskott på 70,8 miljarder kronor

### Augusti
- 26 augusti - Sveriges riksbank höjer marginalräntan till 16 procent

### September
- 8 september - Sveriges Riksbank höjer marginalräntan till 24 procent
- 9 september - Sveriges Riksbank höjer marginalräntan till 75 procent
- 16 september - Sveriges Riksbank höjer marginalräntan till 500 procent
- 20 september - Sveriges regering och socialdemokraterna lägger fram ett krispaket
- 23 september - Sveriges regering skapar en bankgaranti, ingen svensk bank ska tillåtas gå i konkurs
- 30 september - Sveriges regering och socialdemokraterna lägger fram ytterligare ett krispaket

### November
- 19 november - Sveriges regering lägger fram ett tredje krispaket
- 19 november - Klockan 14.28 släpper Sveriges riksbank den fasta växelkursen. Kronan sjunker genast med 10 procent

### December
- 10 december - Sveriges regering tillsätter Lindbeckkommissionen med uppdraget att föreslå reformer av det ekonomiska och politiska systemet samt ange vägar ut ur den akuta krisen.

## Bildade företag
- Film i Väst, svenskt filmbolag.
- Stadshypotek, svenskt kreditmarknadsbolag.

## Uppköp
- Deutsche Film AG, Östtysklands filmbolag säljs till Progress Film-Verleih.
- Programator, svensk IT-konsult som köps av Capgemini.

## Konkurser
- A-Pressen, svensk tidningskoncern.
- Nesto Möbel, svensk möbeltillverkare.
- Norsk Data, norsk datortillverkare.
- Quick, nederländsk sportutrustningstillverkare.
- Sveriges Allmänna Restaurangbolag, svensk hotell- och restaurangkoncern.

## Priser och utmärkelser
- 10 december - Gary Becker, USA får Sveriges Riksbanks pris i ekonomisk vetenskap till Alfred Nobels minne.[1]

## Avlidna
- 19 augusti – Jean-Albert Grégoire, 93, fransk konstruktör och entreprenör inom bilindustrin.
- 27 augusti – Daniel K. Ludwig, 95, amerikansk entreprenör.

### Fotnoter
1. ↑  ”All Nobel Prizes” (på engelska). Nobelpriset. http://www.nobelprize.org/nobel_prizes/lists/all/index.html. Läst 19 augusti 2012.